# كينيث أندرسن
كينيث أندرسن (بالدنماركية: Kenneth Andersen)‏ هو مدرب كرة قدم دنماركي، ولد في 23 أكتوبر 1967 في Stenstrup ‏ في الدنمارك.